# Olskroksmotet

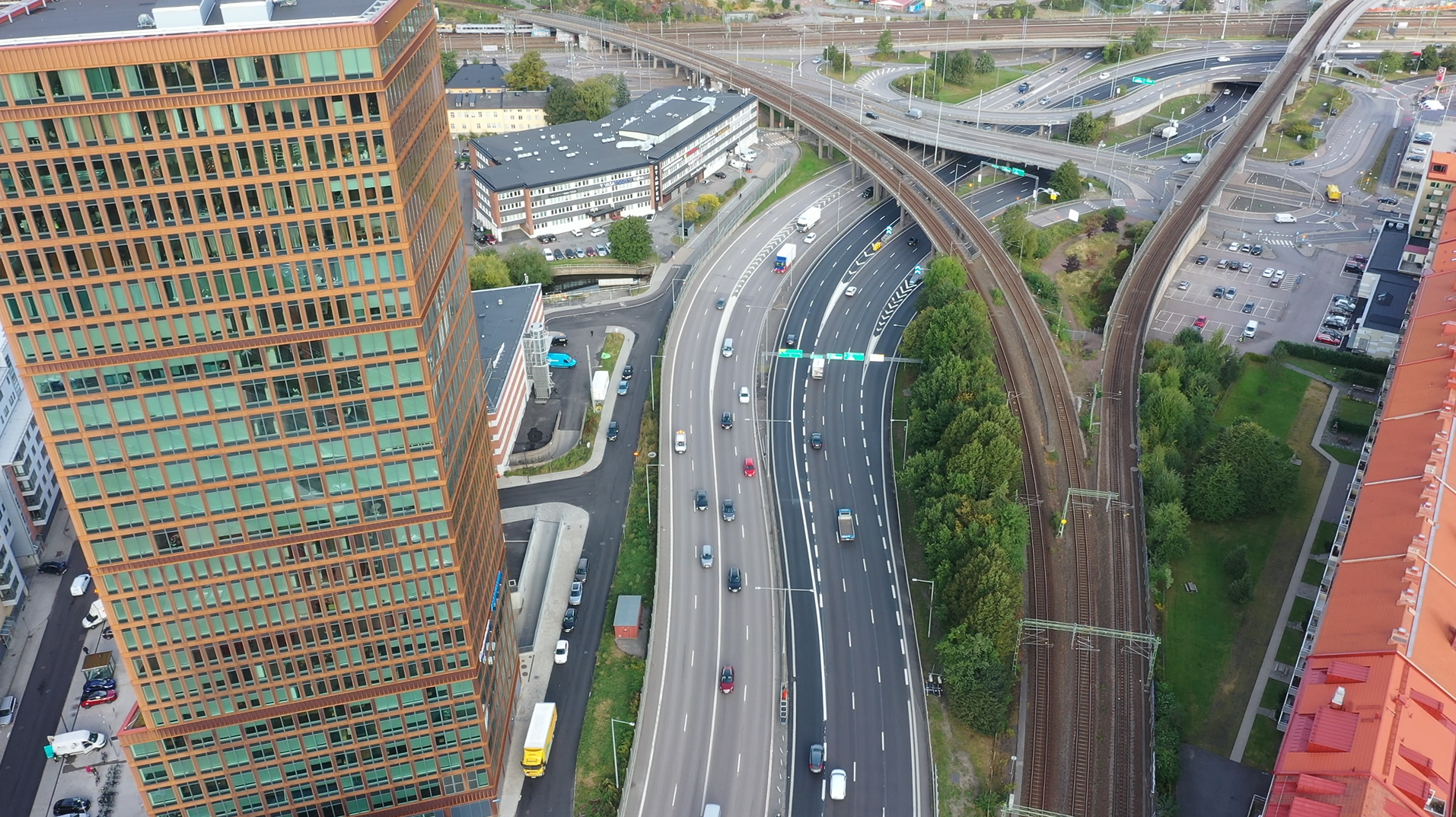
Vy över Olskroksmotet söderifrån.

Ritning över Olskroksmotet.

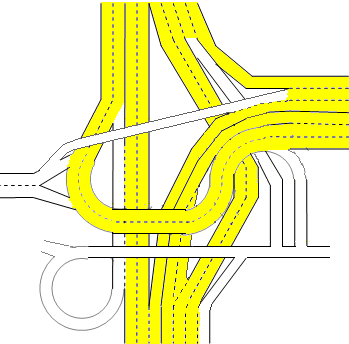
Schematisk bild över motet. Observera att filerna har förändrats i olika omgångar sedan bilden ritades. Gula vägar är europavägarna.

Olskroksmotet, avfartsnummer 74, är en trafikplats i Göteborg där E6, E20 och lokalgator ansluter till varandra. Det är en trevägs motorvägskorsning, med ytterligare anslutning till lokalgatorna Redbergsvägen, Friggagatan och Martin Anderssons gata i samma trafikplats. De prioriterade riktningarna är norr/söder längs E6 samt längs E20 söder/öster. Motet är en av de största trafikplatserna i Göteborg, och här möts två stora europavägar, vilka korsar varandra. Dessutom finns det flera anslutningar till lokalgatunät och andra vägar.

## E6/E20 söder
Som fotot visar kan man nå E20 österut från de två vänstra körfälten, medan samtliga körfält utom det vänstra leder vidare åt norr längs E6. I motsatt riktning kommer trafiken från E20 österifrån in på E6/E20 söderut i körfältet närmast mitträcket, medan tre körfält till höger kommer från E6 norrifrån. Tidigare rådde annan körfältsfördelning här, se under historikstycket. Dessutom visar bilden att det längst till höger finns en avfart till lokalväg. Notera avfartsnumreringen som delar upp avfarten till lokalvägen samt till E20 med a, och b.

## E6 norr
Färdas man söderut på E6 (från norr) mot E20 österut får man svänga av åt höger i färdriktningen. Avfartsrampen gör en skarp vänsterböj och går över både E6 och E20 i bägge deras riktningar. Från E6 norrifrån mot E6/E20 söderut leder tre körfält, varav det vänstra i färdriktningen går på andra sidan om ett brostöd än de två andra.

## E20 öster
Strax öster om trafikplatsen längs E20 går de två körfälten från E6/E20 söderifrån ihop med det ensamma körfältet från E6 norrifrån/Svingeln. Sedan fortsätter E20 österut med tre genomgående körfält.
Rampen från E20 österifrån mot E6 norrut är enkelfilig och är relativt kort då den går i skarp högersväng i "innerkurva" sett till trafikplatsen. Flödet på denna ramp har minskat sedan Marieholmstunneln och Partihallslänken har byggts.
Ett körfält går från E20 österifrån mot E6/E20 syd. Söderut längs E6/E20 kommer alltså, som tidigare nämnts, ett körfält från E20 österifrån och tre från E6 norrifrån.

## Historik

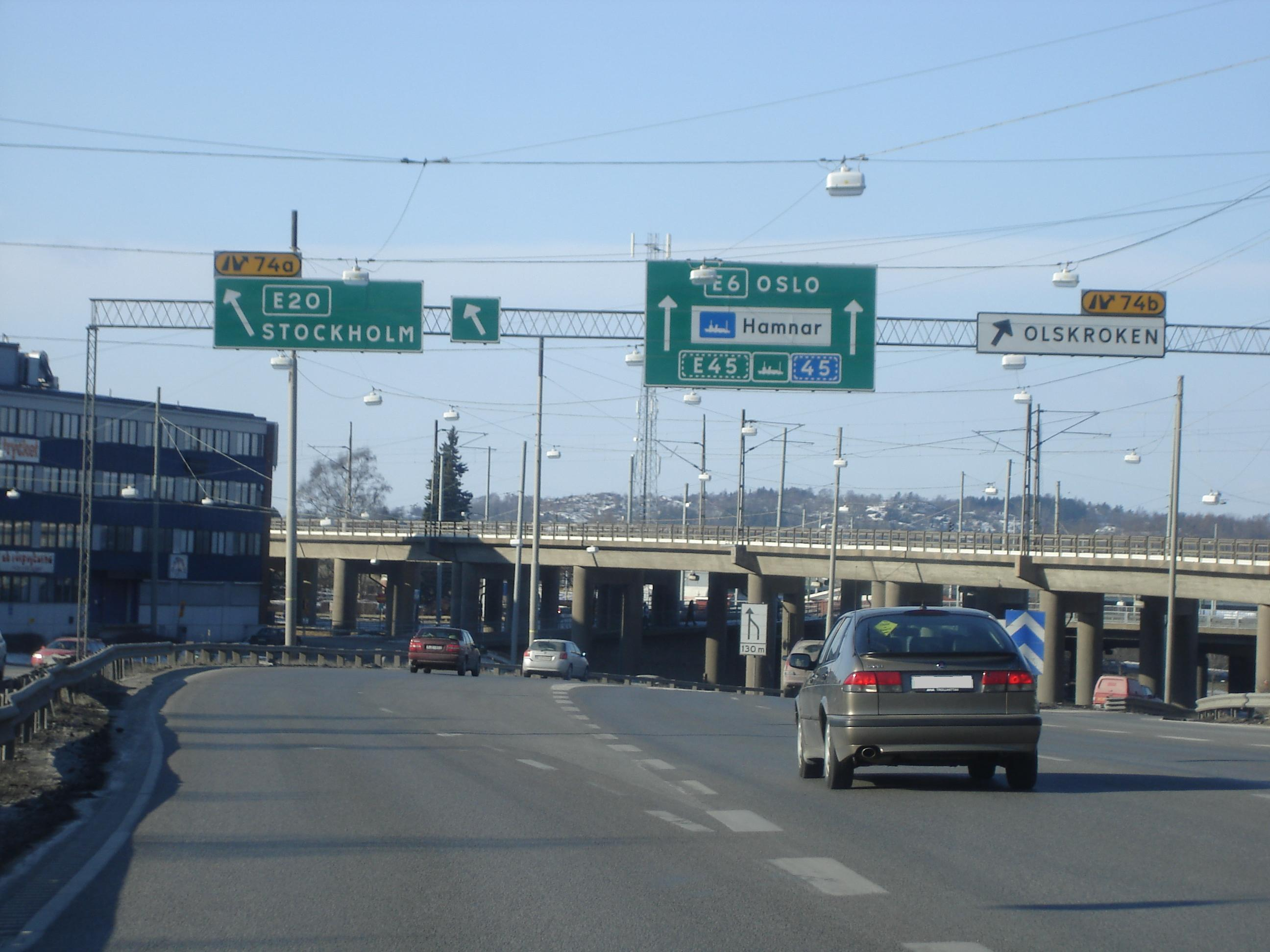
Olskroksmotet från söder, foto från 2006. Observera att ombyggnad har skett efter att detta foto togs.

Olskroksmotet planerades samtidigt med Tingstadstunneln och det norr därom belägna Gullbergsmotet (korsning E6 och E45). Ritningarna till Olskroksmotet var klara 1960, och det första spadtaget togs den 20 januari 1961. Motet invigdes 1968. Cirka 800 lägenheter fick rivas för att kunna bygga Olskroksmotet.
Den nya järnvägsviadukten, Gubberoviadukten, invigdes den 24 maj 1965 genom att expresståget Sydvästen passerade. Den sammanlagda pållängden som behövdes för bygget i göteborgsleran var 10 000 meter. Viadukten byggdes i betong, tråg på pelare med undantag av spannet över spåren Göteborg-Olskroken. Närmast skansen Lejonet vilar fundamentet på berg, medan den södra delen är pålad ned till 70 meter. Huvudentreprenör var Kasper Höglund AB, och arbetet tog cirka två år. Kostnaden uppgick till cirka 10 miljoner kronor.
Från början var det två körfält i båda riktningar mellan E20 öster och E6/E20 söder, medan det var två körfält per riktning längs E6. Trafik längs E6 fick byta körfält på sträckan mellan Olskroksmotet och Ullevimotet.
Sedan början av 2000-talet är sträckan söderut till Kallebäcksmotet breddad till tre körfält i varje riktning, samtidigt som enbart ett körfält kommer från E20 österifrån, vilket har gjort att trafik länge genomgående E6 inte behöver byta körfält mellan Olskroksmotet och Ullevimotet.
Under 2006 har en ombyggnad gjorts så att utfarterna från Gullbergsmotet mot Olskroksmotet regleras av trafiksignaler. Motorvägen upphör här tillfälligt. Detta gäller inte genomgående trafik längs E6 som numera har två filer för sig själva genom både Tingstadstunneln, Gullbergsmotet och Olskroksmotet. Dessa trafiksignaler togs bort år 2022.
Under 2008 gjordes ännu en ombyggnad, då ytterligare ett körfält söderut längs E6, kom till. Körfältet har tagits från E20 som nu bara har ett södergående körfält.
Man invigde år 2011 en ny förbindelse, Partihallsförbindelsen som avlastade Olskroksmotet i relationen E45-E20 och E6-E20. Marieholmstunneln invigdes 2021.
År 2022 skapades två körfält från E6/E20 söderifrån till E20 öster, efter att enbart ha varit ett körfält under många år. Dessutom breddades E6 norrgående från två till tre körfält genom trafikplatsen, vilket gjorde att lokalavfarten söderifrån blev en kilavfart, medan lokalpåfarten mot E6 norr sammanvävs med det nya högra E6-fältet på väg in i tunneln under E20/Västra Stambanan.

## Olyckor
Under natten mellan den 15 och 16 februari 2020 kraschade en personbil rakt in i ett betongfundament utan klar anledning. Samtliga fyra personer i bilen omkom, alla i 20-årsåldern.